# Abraham Zapruder
Abraham Zapruder   (Kòvel, 15 de maig de 1905 - Dallas, 30 d'agost de 1970) era un sastre de senyores de Dallas a Texas que es va fer famós per haver enregistrat l'assassinat de Kennedy, en el moment que filmava la caravana presidencial el 22 de novembre de 1963.

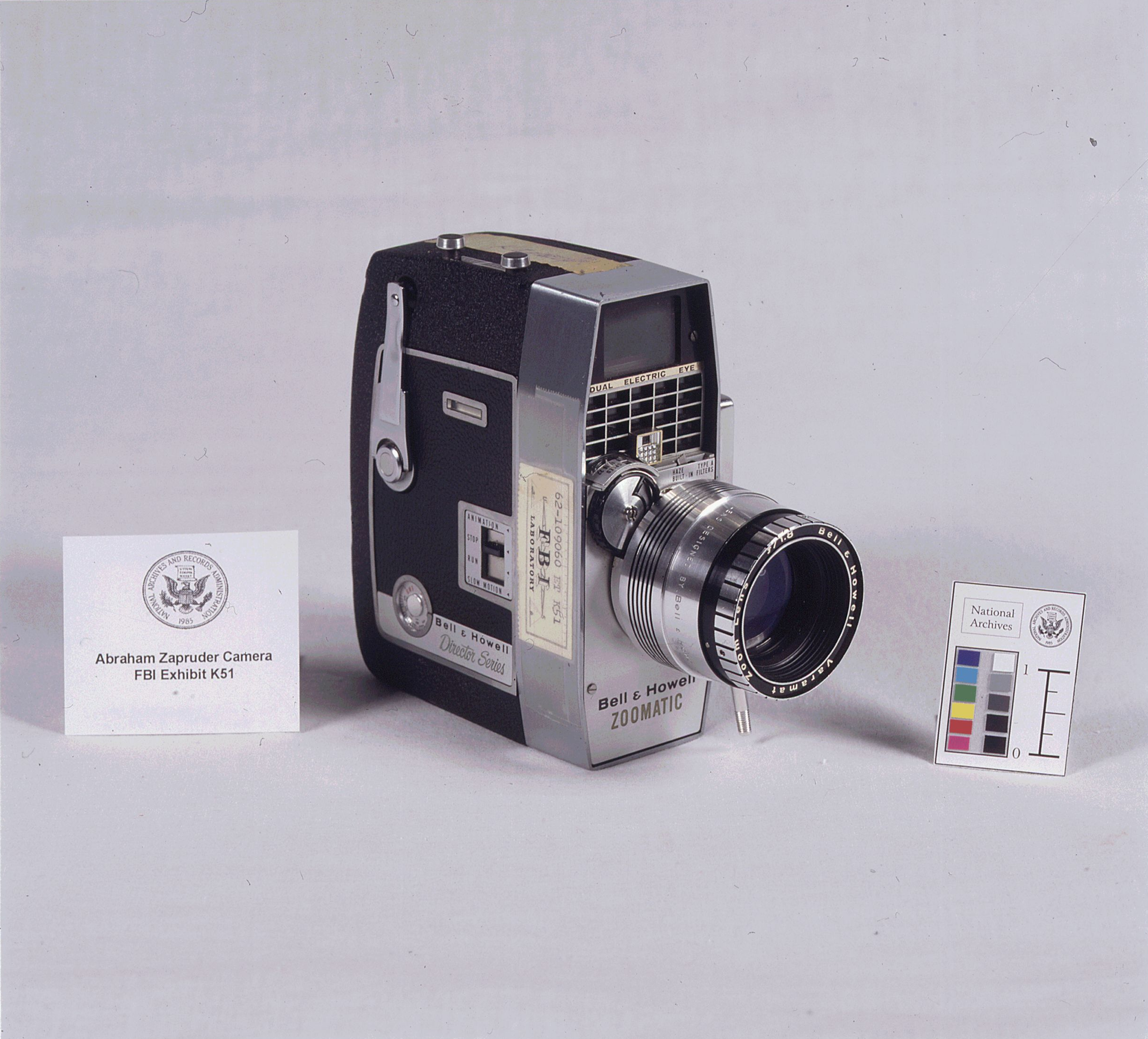
La càmera Bell & Howell, model 414 PD 8 mm sèrie Zoomatic «Director» de doble bobina, que Zapruder havia comprat el 1962.

Zapruder filmà l'assassinat amb una càmera Bell & Howell, model 414 PD 8 mm sèrie Zoomatic «Director» de doble bobina, que havia comprat el 1962. El seu film, probablement la pel·lícula amateur més coneguda de tots els temps, és coneguda amb el nom de film Zapruder.
Després de l'assassinat, Zapruder retornà a la seva oficina, on un periodista i un agent del Servei Secret, Forest Sorrels, s'hi atansaren al cap d'una hora. Zapruder acceptà de confiar el seu film a Sorrels amb la condició que aquest fos exclusivament utilitzat en el marc de la investigació, perquè desitjava igualment vendre la pel·lícula. Els homes s'adreçaren aleshores a la cadena de televisió WFAA on Zapruder aparegué menys de dues hores després de l'assassinat. La WFAA no tenia, tanmateix, la possibilitat de revelar la pel·lícula, per la qual cosa fou enviada a l'Eastman Kodak, que acceptà revelar-la immediatament.
Tres còpies « de primera generació » foren fetes, dues foren donades al Servei Secret, i la tercera se la quedà Zapruder. El 25 de novembre, Zapruder vengué el film a Life Magazine per 150.000 dòlars dividits en sis pagaments anuals de 25.000 dòlars, tot prohibint, en l'acord, que la imatge número 313 (z313), aquella que mostra l'explosió del cap del president, fos publicada. El primer pagament, de 25.000 dòlars, fou donat per Zapruder a la vídua de J.D. Tippit, el policia de Dallas presumptament abatut per Oswald.
Zapruder ha estat de vegades presentat com el primer (o l'avant-passat) dels «periodistes ciutadans» que l'evolució de les tecnologies ha fet aparèixer en gran nombre durant els anys 2000.

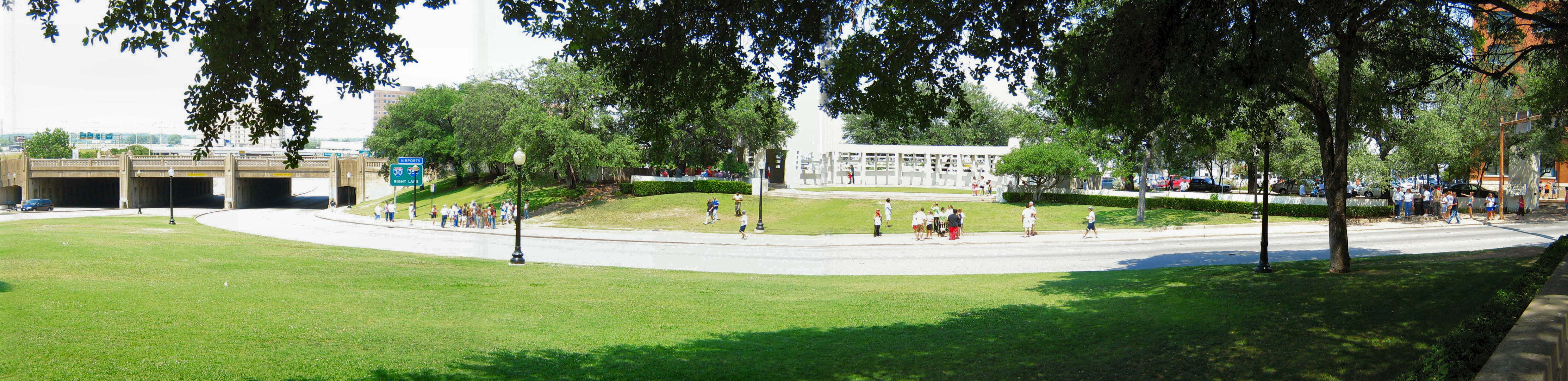
Dealey Plaza. Sortint dels « tres ulls » sota el pont de la via del tren, a l'extrem esquerre de la foto, i anant vers la dreta, seguint Elm Street, es pot veure: els arbres que sobresurten de les palissades darrere les quals alguns pensen que hi havia un tirador, el promontori d'herba amb el seu petit monument blanc, el costat de l'edifici vermell del Texas School Book Depository a l'extrem dret. L'indret on el president fou mortalment ferit es troba a l'esquerra del petit monument blanc (la pèrgola) entre els dos fanals. Abraham Zapruder era al sòcol de formigó blanc situat darrere el fanal al centre de la foto.